# چهارراه کالج
چهار راه کالج  نام رایج و غیر رسمی تقاطع خیابان انقلاب و خیابان حافظ در تهران است. نام آن از «کالج آمریکایی» گرفته شده که نام پیشین دبیرستان البرز بوده‌است که در نزدیکی این چهار راه قرار دارد. دیگر مراکز نزدیک این چهارراه دانشگاه علوم قضایی و دانشگاه امیر کبیر و دفتر مرکزی شرکت بهره‌برداری متروی تهران است.